# Lista de personagens de SpongeBob SquarePants

Logotipo da série animada

Esta é uma lista de personagens de SpongeBob SquarePants, uma série televisiva de animação norte-americana. Criada por Stephen Hillenburg, a série, exibida pela Nickelodeon, narra as aventuras e os empreendimentos do personagem-título e de seus diversos amigos na fictícia cidade subaquática de Bikini Bottom. A maioria dos personagens são criaturas marinhas antropomórficas baseadas em espécies reais. Muitos, inclusive, originaram-se de uma história em quadrinho educacional intitulada The Intertidal Zone, criada por Hillenburg em 1989.
SpongeBob SquarePants apresenta um elenco de voz composto por Tom Kenny, Clancy Brown, Rodger Bumpass, Bill Fagerbakke, Mr. Lawrence, Jill Talley, Carolyn Lawrence, Mary Jo Catlett e Lori Alan. Ao longo dos anos, várias celebridades participaram da série como convidadas. Em 2010, a performance de Kenny em "Truth or Square" foi condecorada com um prêmio Annie.
Os personagens foram bem recebidos por parte dos críticos e fãs, incluindo artistas e personalidades políticas. Conforme a popularidade da série crescia, uma franquia de mídia foi se estabelecendo. Os personagens fizeram aparições em adaptações cinematográficas, peças teatrais e jogos eletrônicos. Eles também foram referenciados e parodiados pela cultura popular. SpongeBob, por sua vez, tornou-se um ícone de mercadoria, superando outros brinquedos populares durante o auge de vendas em 2002.

## Concepção

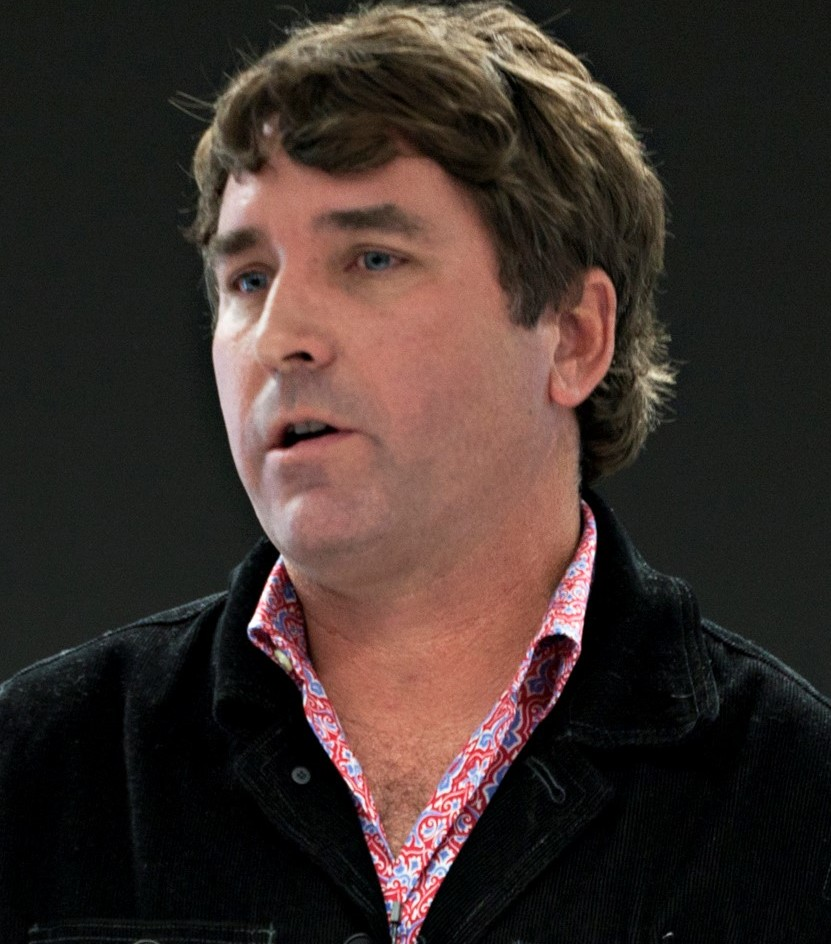
Stephen Hillenburg trabalhava no seriado Rocko's Modern Life quando foi incentivado a desenvolver SpongeBob SquarePants.

O criador do seriado, Stephen Hillenburg, graduou-se em biologia marinha e em arte minoritária. Ele planejava voltar para a faculdade, eventualmente, para obter um mestrado em arte. Posteriormente, inscreveu-se no Ocean Institute, uma organização localizada em Dana Point, Califórnia. Enquanto estava lecionando na instituição, Hillenburg inicialmente idealizou o que levaria à criação da série: uma história em quadrinhos intitulada The Intertidal Zone, que foi utilizada para ensinar os alunos sobre a vida animal em piscinas naturais. A história estrelou várias formas antropomórficas de vida marinha, muitos dos quais se transformaram nos personagens da animação. O personagem principal desta era "Bob the Sponge", que, ao contrário do personagem retratado no seriado, assemelhava-se a uma verdadeira esponja do mar. Em 1987, Hillenburg deixou o instituto para perseguir na área da animação, e começou a vislumbrar a ideia de um projeto que envolveria um elenco de vida marinha antropomórfica. Embora ele tenha desenhado vários esboços do conceito, seria quase uma década antes de sua ideia se tornar realidade. Vários anos depois de estudar animação experimental no Instituto de Artes da Califórnia, Hillenburg conheceu Joe Murray, criador do seriado Rocko's Modern Life, em um festival de animação. Murray ofereceu a Hillenburg um emprego como diretor da série. Enquanto trabalhava no seriado, Martin Olson, um dos escritores de Rocko's Modern Life, leu The Intertidal Zone e incentivou Hillenburg a criar uma série de televisão com um conceito semelhante. O desenvolvimento de SpongeBob SquarePants começou pouco depois do encerramento da produção de Rocko's Modern Life em 1996.
Projetado inicialmente como uma criança pateta e otimista, o conceito e o visual do personagem título sofreram alterações graduais conforme as várias personificações desenvolvidas até a concepção final. Hillenburg, inclusive, quase abandonou o projeto após os executivos da Nickelodeon exigirem que o personagem fosse uma criança que frequentava a escola, mesmo depois do criador ter decidido por um personagem adulto. Posteriormente, ele incluiu a escola de direção da Mrs. Puff, que se tornou uma das pautas principais usadas nos episódios. O nome do personagem e o título da série também sofreram mudanças, que ocorreram após a gravação da dublagem do episódio piloto; originalmente, SpongeBob se chamaria SpongeBoy, mas o nome já era usado em uma linha de produtos de limpeza. Ao saber disso, Hillenburg sabia que o nome precisava conter a palavra "Sponge" por receio dos espectadores confundirem o formato do personagem com um queijo. Então, decidiu-se por "SpongeBob", adicionando "SquarePants" como sobrenome. Os vizinhos de SpongeBob foram projetados com características das espécies marinhas que eles representam. Patrick Star incorpora a natureza das estrelas-do-mar que, segundo Hillenburg, parecem "burras e lentas", mas na realidade são "muito ativas e agressivas." Já Squidward Tentacles apresenta uma cabeça bulbosa típica dos polvos, representando a crença do personagem, que acredita ser alguém intelectual. Mr. Krabs, por sua vez, é o único personagem do seriado inicialmente baseado em uma pessoa específica da vida de Stephen Hillenburg. Ao criar o personagem, Hillenburg se inspirou em seu antigo gerente em um restaurante de frutos do mar. Segundo ele, o gerente era ruivo, musculoso e ex-cozinheiro do exército; esses três traços foram adaptados ao caráter de Mr. Krabs, com a cor vermelha dos caranguejos substituindo os cabelos ruivos. A maneira de falar de Krabs também foi inspirada pelo dono do restaurante, que lembrava um pirata com seu forte sotaque do Maine. No entanto, o proprietário não era ganancioso; esse detalhe foi adicionado por Hillenburg para "dar mais personalidade" ao personagem. O objetivo de Hillenburg era desenvolver cada personagem principal do seriado representando um tipo diferente de animal.
O elenco de voz foi composto por Tom Kenny, que havia trabalhado com Hillenburg em Rocko's Modern Life. A voz de SpongeBob, inclusiva, tinha sido utilizada por Kenny em um personagem de menor expressão no seriado. Hillenburg precisou mostrar um videoclipe para que o ator lembrasse da voz. Mr. Krabs, Squidward Tentacles e Patrick Star foram dublados por Clancy Brown, Rodger Bumpass e Bill Fagerbakke, respectivamente. Brown declarou que improvisou durante sua audição e não encontrou dificuldades para encontrar a voz correta para o personagem. Bumpass, por sua vez, descreveu a voz de Squidward como "muito nasal e monótona" e que o personagem se tornou interessante para sua performance por causa do "amplo espectro de emoções" que apresenta. Fagerbakke expressa Patrick da mesma maneira que ele expressaria qualquer tipo de personagem. Ele, inclusive, chegou a ser comparado ao personagem que interpreta. Mr. Lawrence (Plankton), Jill Talley (Karen), Carolyn Lawrence (Sandy), Mary Jo Catlett (Mrs. Puff) e Lori Alan (Pearl Krabs) completam o elenco.

## Personagens

### Principais

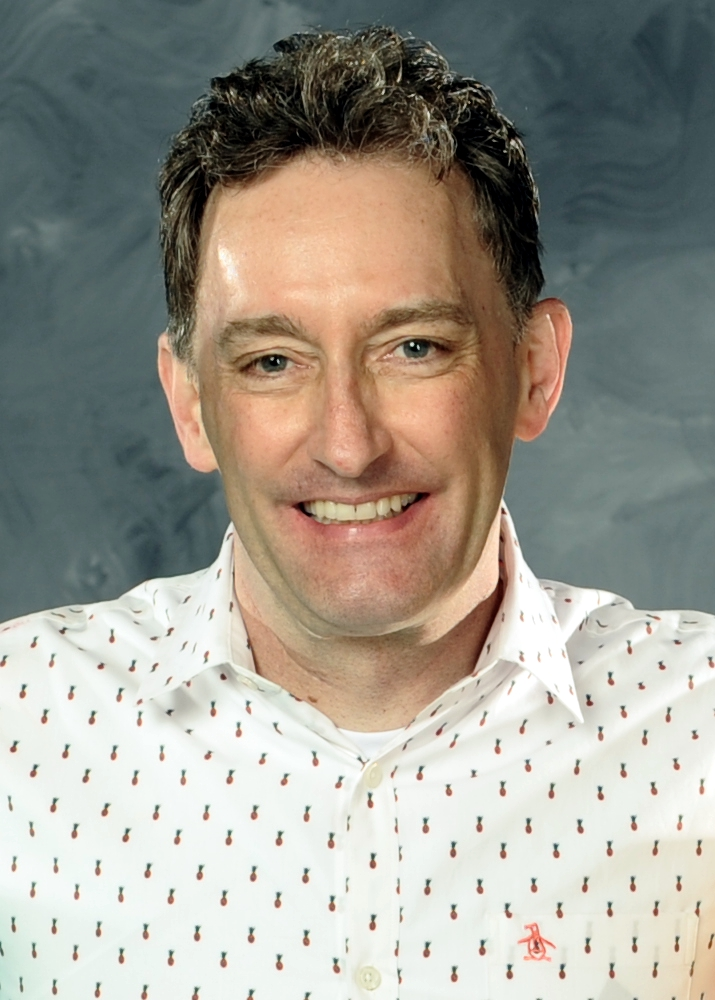
Tom Kenny, ator de voz de SpongeBob SquarePants.

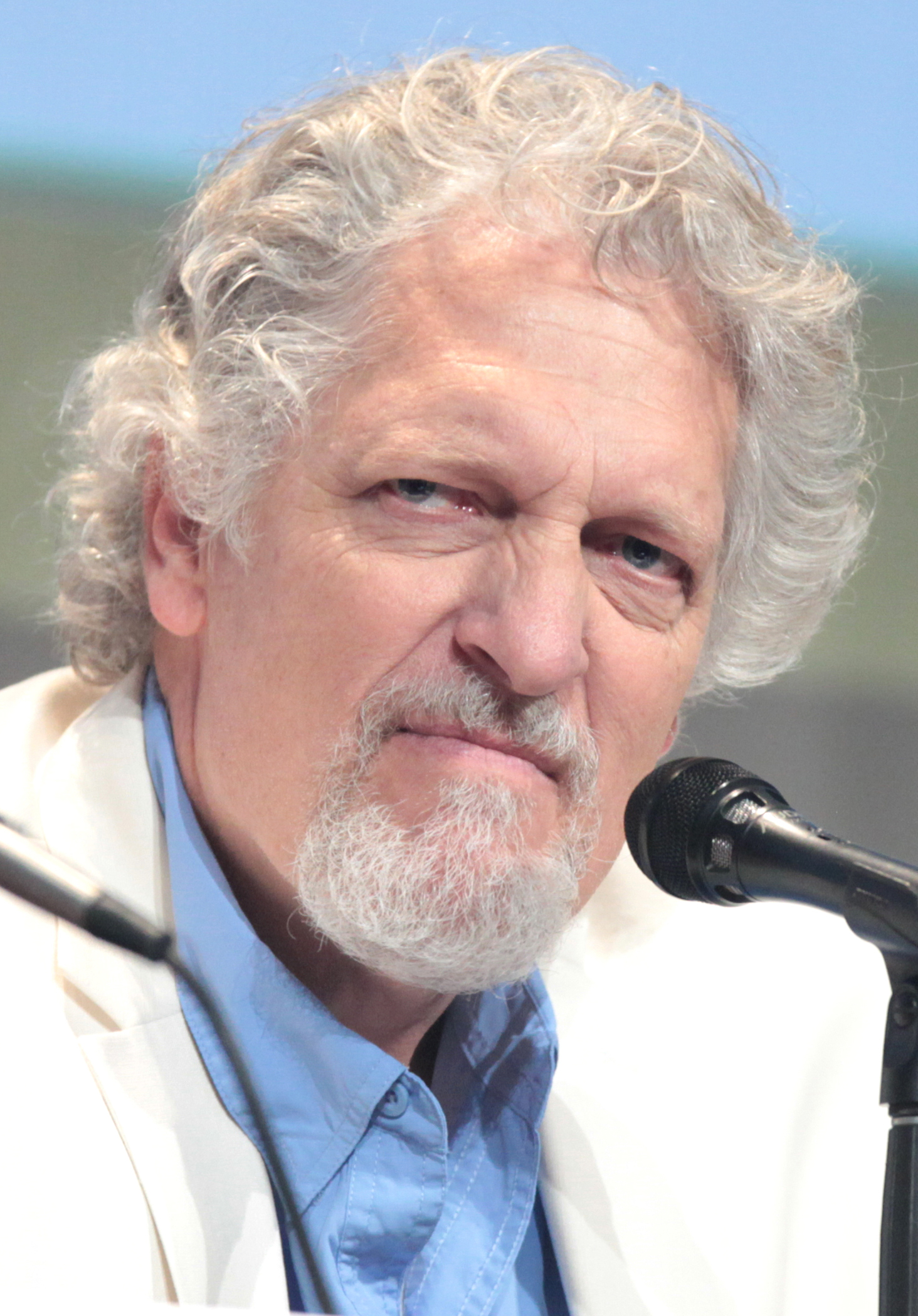
Clancy Brown, ator de voz de Mr. Krabs.

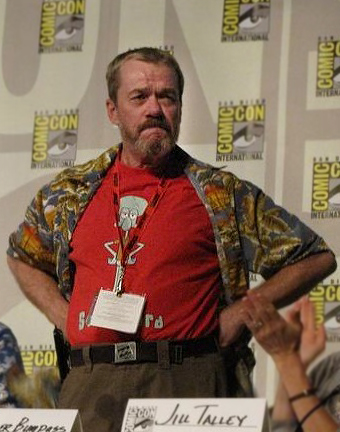
Rodger Bumpass, ator de voz de Squidward Tentacles.

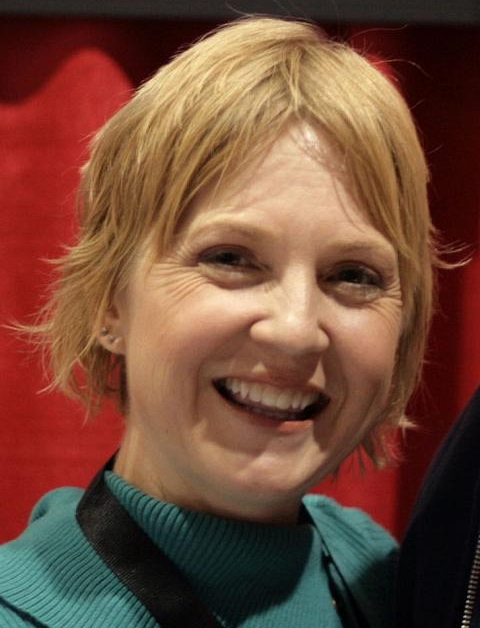
Carolyn Lawrence,atriz de voz de Sandy Cheeks.

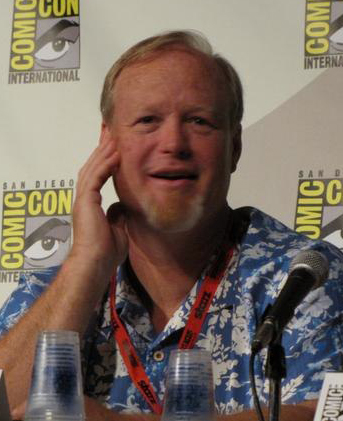
Bill Fagerbakke, ator de voz de Patrick Star.

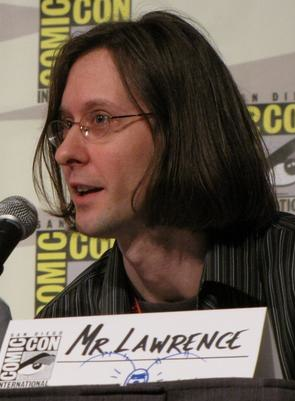
Mr. Lawrence, ator de voz de Plankton.

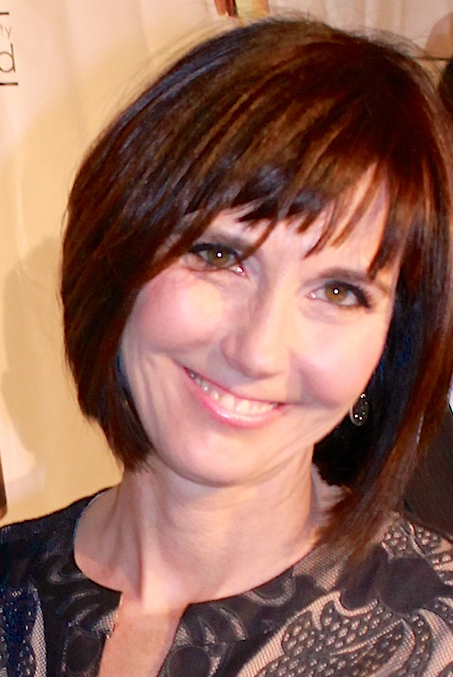
Jill Talley, atriz de voz de Karen.

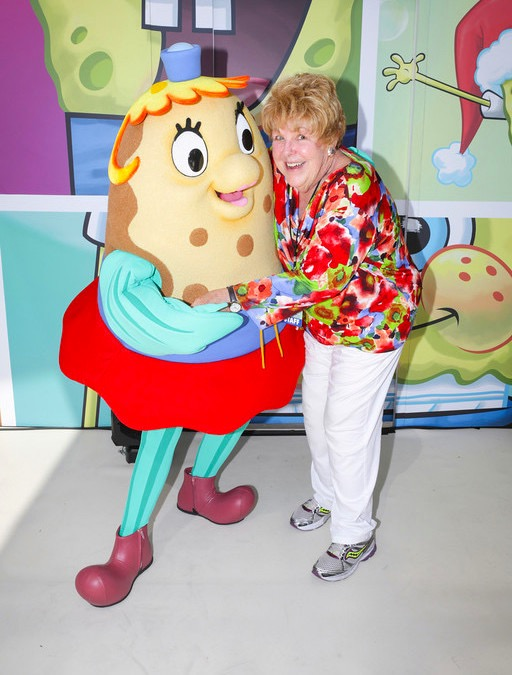
Mary Jo Catlett, atriz de voz de Mrs. Puff.

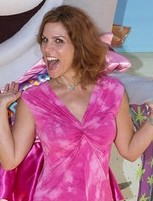
Lori Alan,ator de voz de Pearl Krabs.

| Personagem            | Voz                                          | Caracterização |
| --------------------- | -------------------------------------------- | --- |
| SpongeBob SquarePants | Tom Kenny                                    | Personagem principal do seriado, SpongeBob é uma esponja do mar antropomórfica de índole amável, ingênua e entusiasta. Ele reside na cidade subaquática Bikini Bottom, mora num abacaxi e trabalha no restaurante de serviço rápido Krusty Krab. No seriado, mantêm amizade com Patrick Star e Sandy Cheeks, além de trabalhar com Squidward Tentacles e Mr. Krabs, este último proprietário do restaurante. Ele é visto praticando caratê, caçando águas-vivas e fazendo bolhas de sabão. O personagem demonstra uma grande devoção ao seu emprego e está constantemente sendo reprovado no exame de direção. |
| Mr. Krabs             | Clancy Brown                                 | Proprietário e gerente do restaurante de serviço rápido Krusty Krab, estabelecimento famoso por servir o sanduíche Krabby Patty, cuja fórmula é um segredo comercial bem guardado. Ele frequentemente explora a popularidade do restaurante, aumentando abusivamente os preços dos produtos e cobrando de seus próprios funcionários SpongeBob e Squidward Tentacles pelo uso dos serviços do edifício. Ele também está em constante atrito com Plankton, proprietário do restaurante concorrente Chum Bucket. O personagem valoriza o dinheiro mais do que seu próprio bem-estar e avalia os outros personagens com base em seu valor financeiro. As únicas exceções são sua filha Pearl e sua namorada, a Mrs. Puff. Seu amor pela última é tão forte que transcende temporariamente sua ganância e o leva a comprar vários presentes caros.                                                         |
| Squidward Tentacles   | Rodger Bumpass                               | Squidward Tentacles é um polvo antropomórfico caracterizado por ser amargo, infeliz, desesperado, um pouco deprimido, brusco, arrogante e ocasionalmente egoísta. insatisfeito com seu estilo de vida, ele anseia por status de celebridade, riqueza, cabelo e uma carreira glamourosa como músico, pintor ou tocador de clarinete. Entretanto, ele possui uma vida simples e trabalha como operador de caixa no restaurante de serviço rápido Krusty Krab. Squidward vive irritado por conta de seu ganancioso chefe e de seu colega de trabalho, SpongeBob. O personagem mora em um moai situado entre as residências de SpongeBob e Patrick. Ele detesta seus vizinhos por causa das risadas perpétuas e do comportamento barulhento. Embora SpongeBob e Patrick não possuam consciência da animosidade de Squidward, consideram-no um amigo.                                                       |
| Sandy Cheeks          | Carolyn Lawrence.                            | Sandy Cheeks é um esquilo fêmea antropomórfica natural do estado de Texas. Por ser uma criatura terrestre, ela mora numa cúpula e utiliza uma traje especial quando está fora de sua residência. Ela é retratada como inteligente e se envolve em várias atividades, como praticar caratê e musculação. |
| Patrick Star          | Bill Fagerbakke                              | Patrick Star é uma estrela-do-mar antropomórfica de coloração rosa. Ele é retratado com sobrepeso e pouco inteligente. Ele é amigo de SpongeBob e não possui ocupação e normalmente aparece dormindo ou assistindo televisão em sua residência. O personagem frequentemente irrita os demais habitantes da cidade subaquática e demonstra uma grande dificuldade em compreender tópicos ou assuntos. |
| Plankton e Karen      | Mr. Lawrence e Jill Talley, respectivamente. | Plankton e Karen são os personagens que normalmente desempenham a função de antagonistas nos enredos. Plankton é um habilidoso inventor que opera o restaurante Chum Bucket, fazendo dele o concorrente de Mr. Krabs. No entanto, o estabelecimento é um negócio malsucedido já que tem um menu que consiste em isca composta por partes de peixes, considerada quase intragável pelos outros personagens. O objetivo de Plankton — uma das tramas mais recorrentes no seriado — é roubar a fórmula do sanduíche Krabby Patty para replicar e comercializar em seu restaurante. Karen, por sua vez, é a esposa supercomputador inventada pelo próprio Plankton. Com o sistema embutido nos aparelhos do Chum Bucket, ela desempenha várias funções no estabelecimento e auxilia o Plankton nas tentativas de roubar a fórmula do Krabby Patty, guiando-o ou encorajando-o ou até mesmo fazendo planos. |
| Mrs. Puff             | Mary Jo Catlett.                             | Mrs. Puff é um baiacu-espinho fêmea antropomórfica. Uma das tramas mais recorrentes no seriado é a interação dela com SpongeBob nas lições de direção; proprietária de uma autoescola, ela não consegue ensinar SpongeBob e constantemente acaba sendo detida por causa da imprudência de seu aluno. Ela mantêm uma admiração a Squidward Tentacles, que o considera um bom exemplo de motorista, e namora com Mr. Krabs. |
| Pearl Krabs           | Lori Alan.                                   | Pearl Krabs é uma baleia fêmea antropomórfica e filha de Mr. Krabs. Ela é uma adolescente que gosta de socializar e fazer compras em shoppings, gerando gastos financeiros ao seu pai. Por causa de suas características, a personagem é retratada sendo extremamente alta e pesada. O tamanho dela, comparado aos outros personagens, costuma ser usado como piada dentro do enredo; por exemplo, ela é capaz de sacudir o chão quando pula e pode encher o estabelecimento inteiro com lágrimas quando chora. |
| Gary                  | Tom Kenny.                                   | Gary é um búzio retratado como um animal de estimação de SpongeBob, que vive na residência dele. O personagem emite miados e já foi pauta principal de um episódio especial transmitido em 11 de novembro de 2005. |

### Recorrentes
| Personagem                 | Caracterização |
| -------------------------- | --- |
| Patchy the Pirate          | Interpretado por Tom Kenny, Patchy é um pirata fictício autoproclamado como o maior fã de SpongeBob. Ele estreou no especial Christmas Who? de 2000 e desde então apareceu em muitos outros, normalmente representado como fundador e presidente do fã-clube do SpongeBob. Em diversas ocasiões, atua como apresentador de episódios especiais do seriado. |
| Potty the Parrot           | Potty é o papagaio de Patchy, retratado como uma marionete. Durante todos os anos do seriado, o personagem já foi dublado por Hillenburg, Paul Tibbitt e Lawrence. |
| Narrador francês           | Interpretado por Hillenburg, o Narrado francês é um humano retratado como um mergulhador mascarado com sotaque francês. Apesar de narrar segmentos de vários episódios, o personagem aparece fisicamente somente em três ocasiões: "No Free Rides", "Feral Friends", e "SpongeBob's Big Birthday Blowout." |
| Mermaid Man e Barnacle Boy | Mermaid Man e Barnacle Boy são dois super-heróis semi aposentados e parcialmente senis que vivem em um lar de idosos na cidade Bikini Bottom. Eles são as raras exceções de humanos que conseguem respirar debaixo d'água e estrearam uma antiga série televisiva. Em sua primeira participação, a dupla deixa a aposentadoria por causa do comportamento irritante e inoportuno de SpongeBob e Patrick. A voz de Mermaid Man foi fornecida por Ernest Borgnine até a data de sua morte em 2012. Posteriormente, Joe Whyte assumiu o papel mesmo com os personagens terem seus espaços reduzidos. Tim Conway, por sua vez, é o responsável por dublar Barnacle Boy. |
| The Flying Dutchman        | Dublado por Brian Doyle-Murray, é um fantasma de uma pirata irritado e travesso que brilha em verde. O personagem é baseado na lenda de mesmo nome e protagonizou um jogo eletrônico de 2002. |
| Larry the Lobster          | Dublado por Mr. Lawrence, com exceção do episódio "MuscleBob BuffPants", quando a voz do personagem foi fornecida por Bill Fagerbakke, Larry é uma lagosta musculosa frequentemente retratada em competições de fisiculturismo. |
| King Neptune               | Baseado no deus romano, o personagem estreou no episódio "Neptune's Spatula" e desde então apareceu em inúmeros episódios, especiais e até mesmo na primeira adaptação cinematográfica. A caracterização do personagem costuma alterar, assim como seus dubladores. |

## Recepção
Os personagens do seriado foram, no geral, muito bem recebidos por críticos e fãs. O personagem título se tornou muito popular entre crianças e adultos, o que resultou em bons números de vendas. Em 2002, os brinquedos de SpongeBob eram vendidos com uma média de 75 mil unidades por semana, superando os bonecos Tickle Me Elmo na época. No Japão, o personagem ganhou popularidade entre as mulheres; a Viacom, inclusive, direcionou propositadamente o foco propagandístico a esse público. Concomitante, na ocasião, céticos duvidaram que SpongeBob pudesse ser popular no país já que o design era muito diferente dos desenhos populares. Apesar da boa recepção em geral, os personagens também atraíram alguma recepção negativa, incluindo o próprio SpongeBob, que ocupou o quarto lugar da lista dos desenhos animados mais irritantes da década de 1990 do sítio Askmen. Por outro lado, ele ficou na nona posição entre os cinquenta principais personagens de desenho animado do TV Guide.
Os personagens do programa receberam reconhecimento de celebridades e figuras conhecidas na mídia. Em 2007, Barack Obama nomeou-o seu personagem de televisão favorito e admitiu que assistia o seriado com suas filhas." O ex-primeiro-ministro britânico Gordon Brown também admitiu que assiste o programa com seus filhos. Sigourney Weaver e Bruce Willis foram relatados fãs de SpongeBob. Em 2004, o crítico de cinema A. O. Scott nomeou Squidward, Mrs. Puff e Sandy como seus personagens favoritos no programa. O cantor americano Pharrell Williams, fã do programa, disse que Squidward era o seu favorito, e completou: "se ele fosse humano, eu sairia com ele." O estilista Peter Jensen criou uma linha de moletons inspirados em SpongeBob e declarou em uma entrevista ao Women’s Wear Daily que Mrs. Puff era sua personagem "favorita." Contribuinte do The New York Times, Peter Keepnews elogiou Patrick, chamando-o de "personagem popular, e os novos episódios ilustram o porquê: ele é infalivelmente entusiasmado, comovente leal e absolutamente indiferente às suas limitações intelectuais. Hilariamente dublado por Bill Fagerbakke, ele não é apenas um criação cômica cativante, mas um modelo para idiotas em todos os lugares."
Os dubladores do programa receberam atenção de organizações honorárias pelas interpretações de seus personagens. Mary Jo Catlett e Tom Kenny foram indicados na 29.ª cerimônia dos prêmios Annie em 2001 por suas performances vocais como Mrs. Puff e SpongeBob. Kenny recebeu duas indicações adicionais nas cerimônias de 2008 e 2010; na última, inclusive, ganhou o prêmio por "Truth or Square." Em 2012, a performance de Rodger Bumpass como Squidward foi nomeada para o 39.º Daytime Emmy Award. Além disso, o personagem Patrick venceu a categoria "Favorite Animated Animal Sidekick" do Kids' Choice Awards 2014.

## Em outros meios de comunicação
Os personagens da série apareceram no filme The SpongeBob SquarePants Movie (2004) e sua sequência de 2015. Ambos apresentam o elenco regular de SpongeBob SquarePants e misturam elementos animados com sequências de ação ao vivo. Eles também foram apresentados em uma variedade de mercadorias associadas, particularmente jogos eletrônicos; de 2001 a 2013, a franquia SpongeBob teve vários títulos lançados a cada ano, com o elenco de voz da série reprisando seus papéis.
Os personagens de SpongeBob também apareceram em uma variedade de atrações de parques temáticos. Em 2003, Kings Island anunciou planos para construir a primeira atração temática, uma montanha-russa com caráter de trem-fantasma intitulada "Mrs. Puff's Crash Course Boating School." No entanto, os planos foram interrompidos após a mudança de proprietário. A primeira atração temática foi inaugurada no mesmo ano de 2003, no California's Great America. Passeios de diversão baseados nos personagens já foram abertos em Blackpool Pleasure Beach, Dreamworld (Austrália), Movie Park Germany e Nickelodeon Universe. Dois filmes 4D com modelos dos personagens em três dimensões e uma experiência de simulador de movimento, SpongeBob SquarePants 4-D e The Great Jelly Rescue, foram vendidos para parques temáticos e aquários em todo o mundo em 2005 e 2013, respectivamente. Eles também apareceram em trajes de mascotes no Nickelodeon Suites Resort em 2005 e tem feito aparições regulares em eventos da Nickelodeon desde então. Plâncton, Karen e Gary são os únicos personagens principais que nunca foram vistos como mascotes; em eventos, eles são normalmente representados como fantoches ou estátuas. Em dezembro de 2011, um desfile de mascotes e carros alegóricos intitulado "SpongeBob ParadePants" estreou no Sea World Austrália.

### Cultura popular
Os personagens de SpongeBob SquarePants aparecem regularmente na cultura popular. Em 2007, a empresa Boom Chicago, sediada em Amsterdã, criou uma paródia chamada "SpongeBob SquarePants in China", em que o estereótipo chinês do Patrick se recusa a trabalhar e defende a liberdade de expressão, direitos de lazer e renda. No mesmo ano, a produtora Camp Chaos também criou uma paródia, SpongeBong HempPants; esta apresenta cinco personagens da série parodiados na forma de várias drogas. a obra foi vista no canais VH1 e Comedy Central, ambos de propriedade da empresa-mãe da Nickelodeon, Viacom. Já a paródia "Wooldoor Sockbat", da animação Drawn Together, apresenta uma música de fundo inspirada na música do seriado. Outras duas séries animadas nas quais o ex-escritor de SpongeBob SquarePants, Dan Povenmire, trabalhou incorporaram referências aos personagens: o especial Summer Belongs To You! de Phineas e Ferb e o episódio "Road to Rupert", de Family Guy. SpongeBob, Patrick, Mr. Krabs, Pearl e Squidward Tentacles apareceram no episódio "Major League of Extraordinary Gentlemen", do seriado Robot Chicken.